# Бухта Шхиперова
Шхи́перова — бухта в Охотском море прилегающая к юго-западному окончанию полуострова Пьягина, часть залива Бабушкина.

## Гидроним
Также упоминается как бухта Шкиперова, залив Шкиперов. Эвенское название — Ойари. Языковая принадлежность и этимология топонима не ясны. Возможно, от нивхского — ойр, «можжевельник», «можжевельниковый».

## География
Находится на северо-востоке залива Бабушкина. В бухту впадают реки Хрустальный, Накхатанджа, Вторая Шхиперова и другие более мелкие. Западнее бухты на берегу залива расположена гора Бабушкина высотой 1051 метр.
В бассейны бухты обнаружены запасы россыпного золота.